# George McCloud
George Aaron McCloud (ur. 27 maja 1967 w Daytona Beach) – amerykański koszykarz, występujący na pozycji niskiego skrzydłowego.
W sezonie 1995/96 oddał 678 rzutów za 3 punkty, ustanawiając nadal aktualny rekord NBA. Zajął też drugie miejsce w głosowaniu na największy postęp sezonu NBA.
5 marca 1996 roku podczas spotkania Dallas Mavericks z New Jersey Nets oddał 20 rzutów za 3 punkty, wyrównując w ten sposób ówczesny rekord NBA, należący do Michaela Adamsa.

## Osiągnięcia
NCAA
- 2-krotny uczestnik turnieju NCAA (1988, 1989)
- Mistrz sezonu zasadniczego konferencji Metro (1989)
- Zawodnik Roku Konferencji Metro NCAA (1989)[3]
- Zaliczony do:
  - I składu All-Metro (1988, 1989)
  - III składu All-American (1989 przez NABC, AP, UPI)[4]

NBA
- Uczestnik konkursu rzutów za 3 punkty (1996)[5]

Inne
- Wicemistrz Włoch (1994)